# Vin de pays

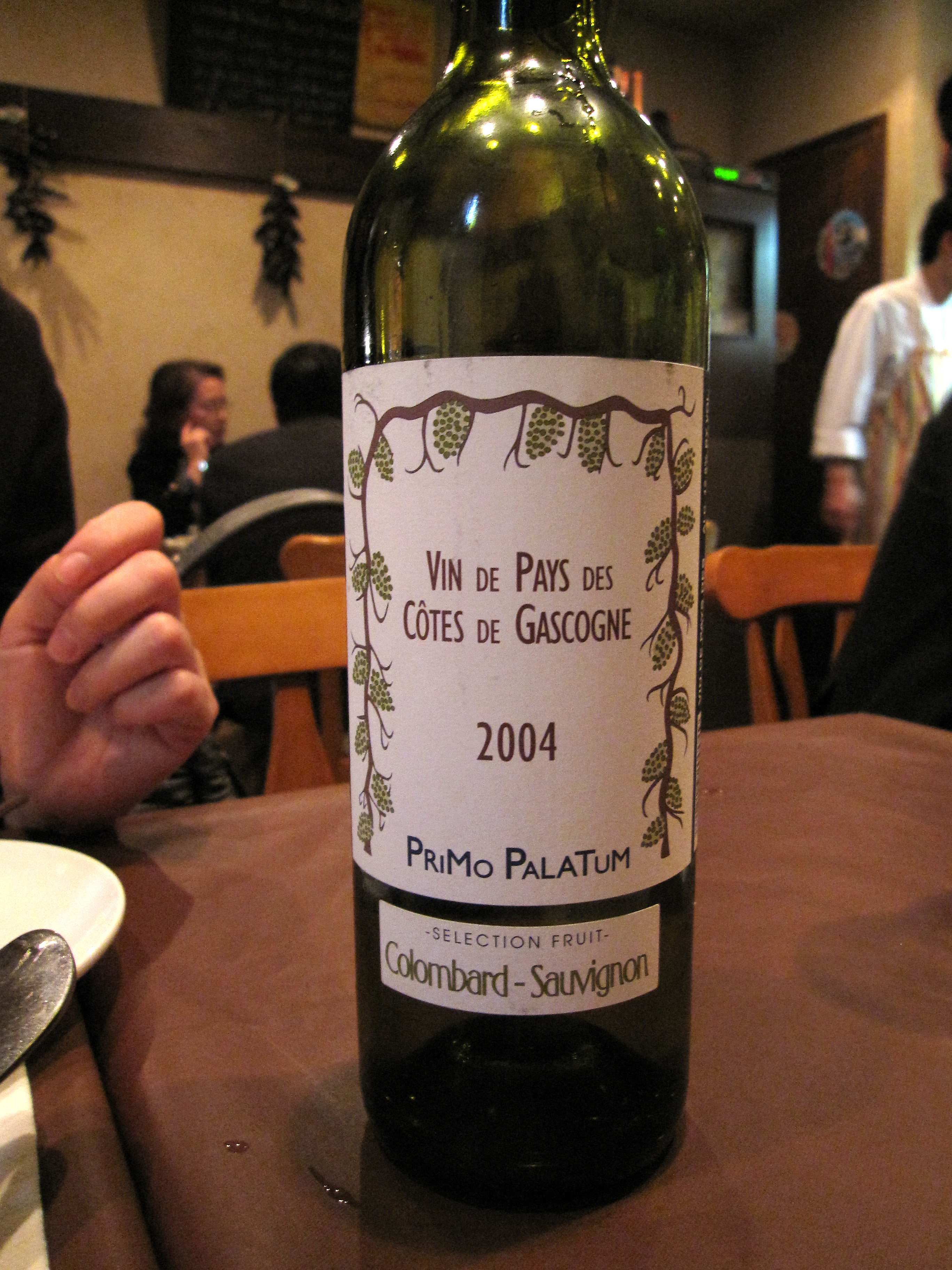
Vin de pays des côtes de Gascogne.

Un vin de pays (VDP) était un vin correspondant à une dénomination vinicole française (et non une appellation) créée en 1968, à dessein de valoriser les importantes productions qui n'étaient concernées par aucune appellation d'origine. Le code rural et de la pêche maritime précisait que pour bénéficier de la mention « vin de pays », un vin devait répondre à des conditions de production, fixant, notamment, un rendement maximum, un titre alcoométrique minimum, des règles d'encépagement, la provenance des raisins servant à produire le vin et des règles analytiques strictes.
À ne pas confondre avec le faux-ami anglais country wine qui est une boisson fermentée de fruits (prunes par exemple), mais qui ne contient pas de raisin.
Avec la réforme européenne de l'organisation commune du marché vitivinicole, les vins sous IGP ont progressivement remplacé les vins de pays entre le 1er août 2009 et le 31 décembre 2011.

## Histoire
Les vins de pays sont créés par le décret du 13 septembre 1968, qui distinguait des vins de pays de département et des vins de pays de zone (le plus souvent plus petite qu'un département, mais parfois de la taille de plusieurs départements). Le zonage concernait l'ensemble de la surface d'une unité administrative (commune, canton ou département), et non des parcelles (comme c'est le cas pour les AOC). L'ensemble des conditions de production des vins de pays de département ont été insérées dans ce décret tandis que chaque vin de pays de zone bénéficiait d'un décret spécifique précisant sa zone de production et, le cas échéant, des conditions de productions plus restrictives que le décret général de 1968.
Le dernier décret général concernant les vins de pays était celui du 1er septembre 2000 qui fixait les conditions de production.
Entre le 1er août 2009 et le 31 décembre 2011, chaque vin de pays a continué à bénéficier de son statut tout en ayant la possibilité d'être transformé en vin sous IGP. Un cahier des charges a alors du être soumis à l'INAO pour ce vin. Ce cahier des charges reprend une partie des éléments figurant dans l'ancien décret concernant ce vin (zone géographique de production, encépagement, règles analytiques, rendement maximum de production), un argumentaire de l'interaction entre les caractéristiques du vin et son origine géographique ainsi que les organismes tiers et indépendants qui contrôlent le bon respect du cahier des charges.
Le décret du 1er septembre 2000 et ceux relatifs à chaque vin de pays ont été abrogés en novembre 2011.
Sur 152 vins de pays existants avant 2012, seuls 75 ont été transformés vins sous IGP. Certains anciens vins de pays sont devenus des mentions d'étiquetage complétant le nom de l'indication géographique (exemple: Indication géographique Aude-Coteaux de Miramont). C’est dans la catégorie des IGP que l’on trouve de nombreux vins mono-cépage.

## Critères
Le vin de pays était un vin de table (au sens européen) désigné par une indication géographique. Le décret général du 1er septembre 2000 dans sa dernière version et la réglementation européenne indiquaient les conditions requises pour obtenir la mention vin de pays :
- rendement inférieur à 120 hectolitres par hectare pour les vins blancs, rouges et rosés.
- degré d’alcool minimum différent selon les régions (8,5 % % vol. au nord de la Loire ainsi que dans le nord-est de la France excepté en région Bourgogne, 9,0 % vol. ailleurs).
- Teneur en anhydride sulfureux (SO2) 150 mg/l pour les vins rouges ; 200 mg/l pour les vins blancs et rosés (pour les vins contenant une quantité de sucre supérieure ou égale à 5 g/l la teneur ne doit pas dépasser 200 mg/l pour les vins rouges et 250 mg/l pour les vins blancs et rosés).
- acidité volatile inférieure à 0,88 g/l (18 meq/l) exprimée en acide sulfurique pour les vins blancs et rosés et à 0,98 g/l (20 meq/l) pour les vins rouges.

Certains vins de pays de zone s'étaient imposés des critères spécifiques plus restrictifs.
Les vins de pays devaient être vinifiés et conservés à part ; ils faisaient l’objet d’un contrôle de leurs qualités organoleptiques par une commission spéciale de dégustation qui attribuait les agréments.

## Régionaux, départementaux et de zone
Avant 2012, il existait 152 vins de pays, hiérarchisés en trois niveaux de dénominations (régionale, départementale et de zone) :
- six vins de pays à dénomination régionale :
  - atlantique (vignoble de Bordeaux, de Dordogne et Vignoble des Charentes),
  - comtés-rhodaniens (vignoble de la Vallée du Rhône),
  - comté-tolosan (vignoble du Sud-Ouest),
  - méditerranée (vignoble de Provence),
  - pays-d'oc (vignoble du Languedoc-Roussillon),
  - val-de-loire (vignoble du Val de Loire) ;

- 53 vins de pays à dénomination départementale, tels pays-d'hérault, var ou bouches-du-rhône ;

- 93 vins de pays à dénomination de zone, tels coteaux-de-peyriac, coteaux-de-miramont ou côtes-de-gascogne.

Cette ancienne hiérarchisation des vins de pays a parfois conduit à hiérarchiser les vins sous IGP de la même manière. Toutefois, aucune hiérarchisation officielle des vins sous IGP n'a jamais existé.
Les vins de pays représentaient un quart de la production française en volume (entre 25 et 30 % selon les années). Le Languedoc-Roussillon était la région produisant le plus de vins de pays (70 % de la production française de vins de pays en 2003, 85 % en 2009) et comptait 58 dénominations, dont 1 régionale, 4 départementales et 53 de zone.

## Liste d'anciens vins de pays
Les vins de pays sont classées ci-dessous par anciennes régions administratives.

### Aquitaine
- agenais
- atlantique
- comté-tolosan suivie ou non de la mention géographique Pyrénées Atlantiques
- landes suivie ou non d'une des mentions géographiques suivantes : Coteaux de Chalosse, Côtes de l'Adour, Sables de l'Océan, Sables fauves
- périgord suivie ou non d'une des mentions géographiques suivantes : Dordogne, Vin de Domme
- thézac-perricard

### Auvergne
- val-de-loire suivie ou non de la mention géographique Allier
- puy-de-dôme
- comté-tolosan suivie ou non de la mention géographique Cantal

### Basse-Normandie
- calvados suivie ou non de la mention géographique Grisy

### Bourgogne
- Coteaux-de-l'auxois
- Coteaux-de-tannay
- Côtes-de-la-charité
- Sainte-marie-la-blanche
- saône-et-loire
- val-de-loire suivie ou non de la mention géographique Nièvre
- Yonne

### Centre
- coteaux-du-cher-et-de-l'arnon
- val-de-loire suivie ou non d'une des mentions géographiques suivantes : Cher, Indre, Indre et Loire, Loir et Cher, Loiret

### Champagne-Ardenne
- coteaux-de-coiffy
- haute-marne

### Corse
- île-de-beauté

### Franche-Comté
- franche-comté suivie ou non d'une des mentions géographiques suivantes : Buffard, Coteaux de Champlitte, Doubs, Gy, Haute-Saône, Hugier, Motey-Besuche, Offlanges, Vuillafans

### Languedoc-Roussillon
- pays-d'oc

#### Département de l'Aude

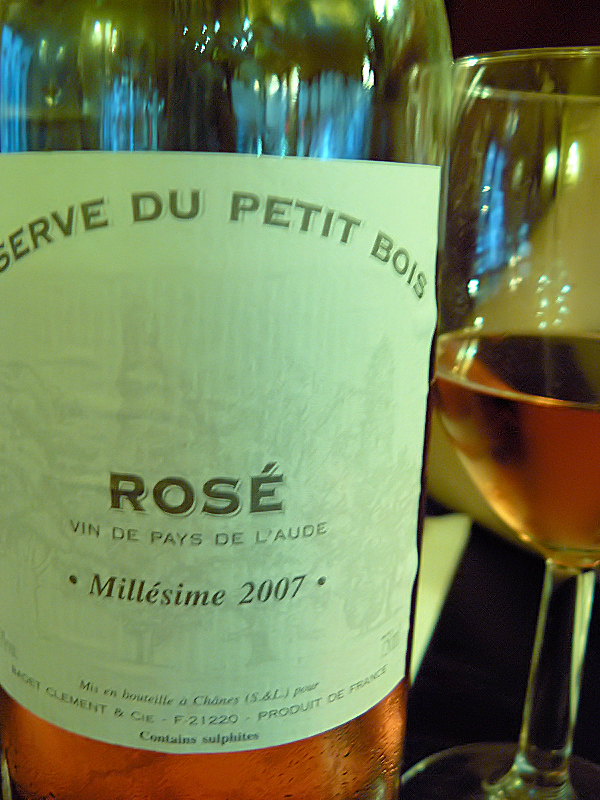
IGP Aude rosé
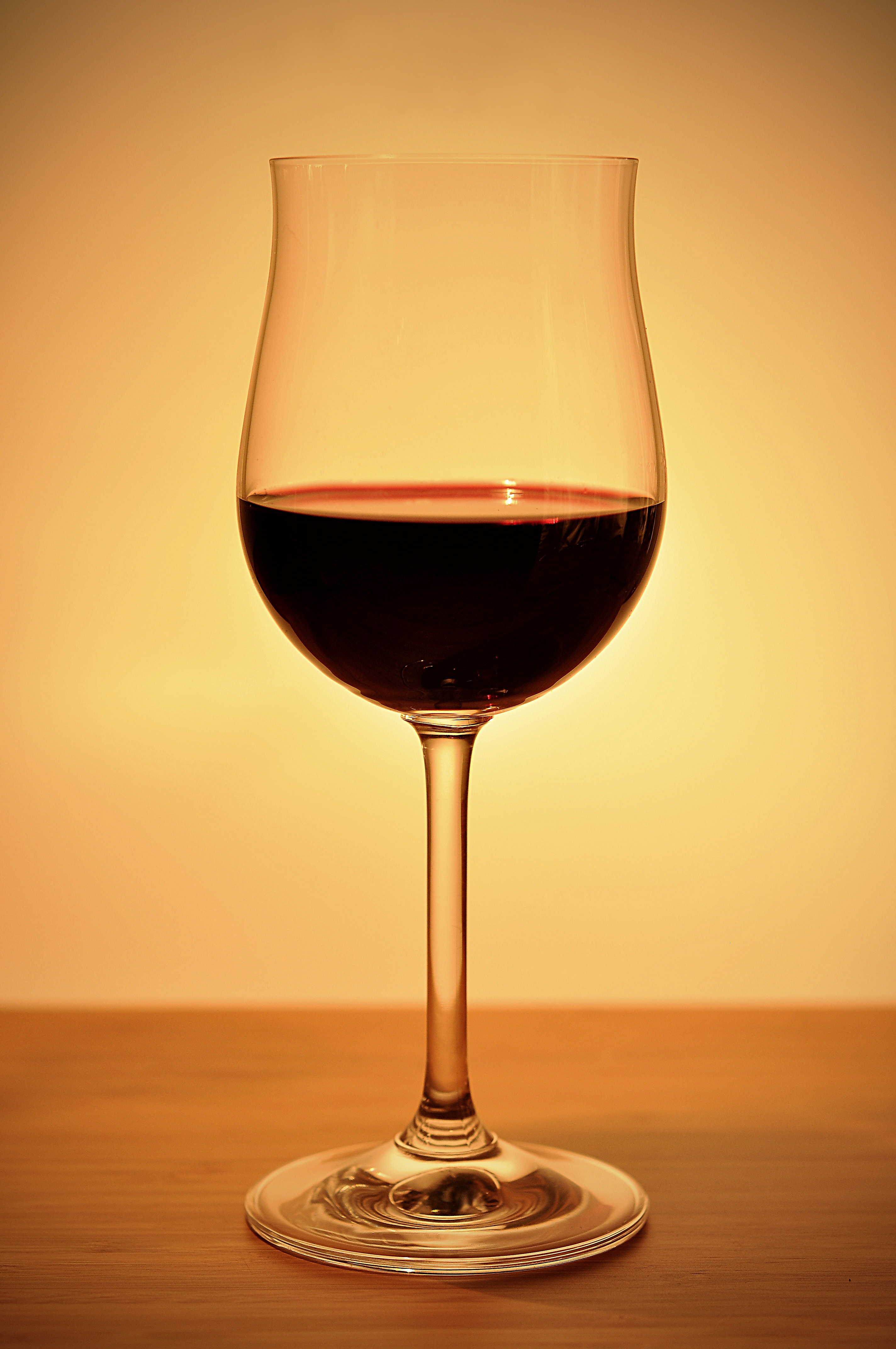
IGP Coteaux-du-littoral-audois
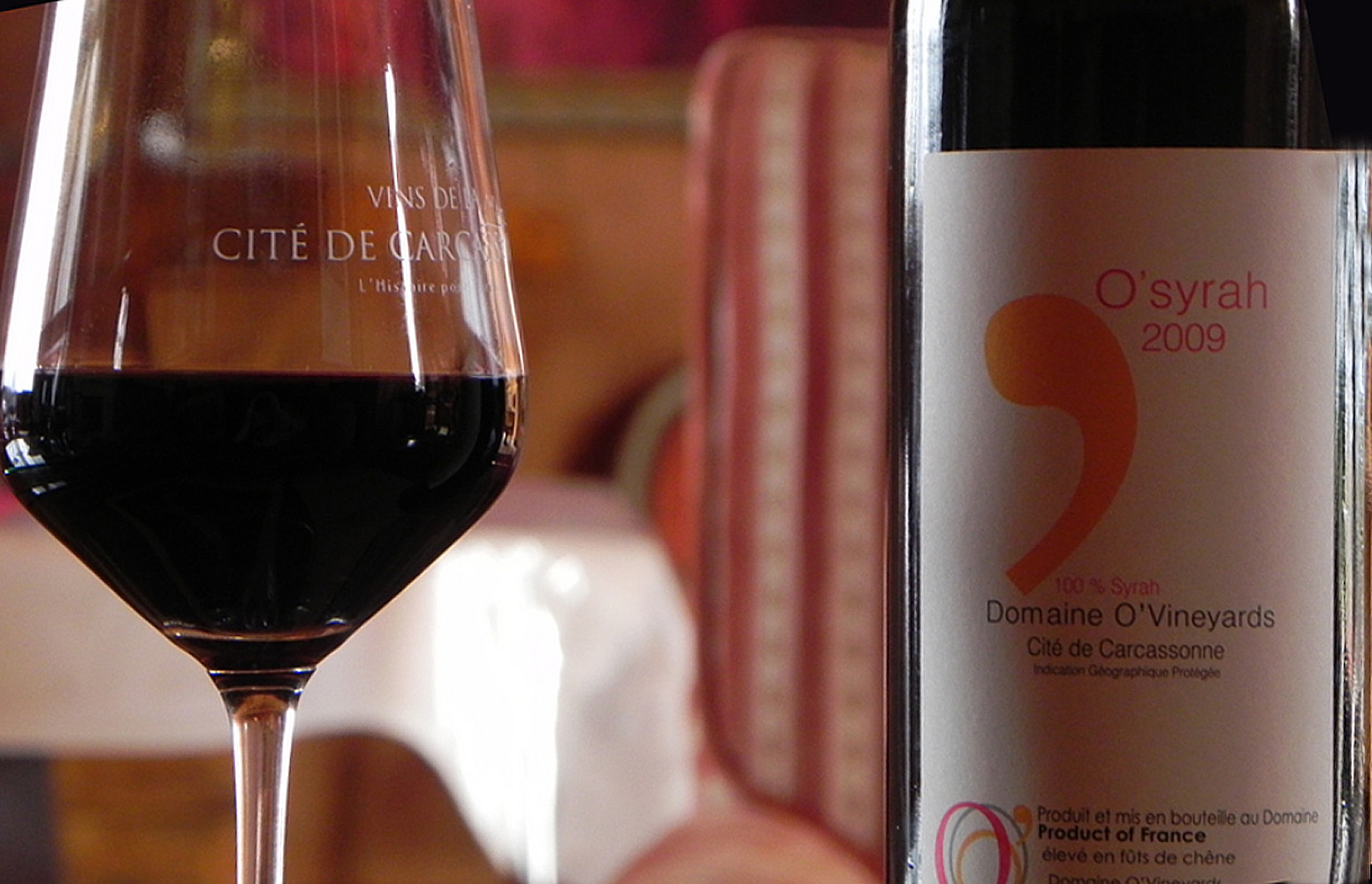
IGP Cité-de-carcassonne
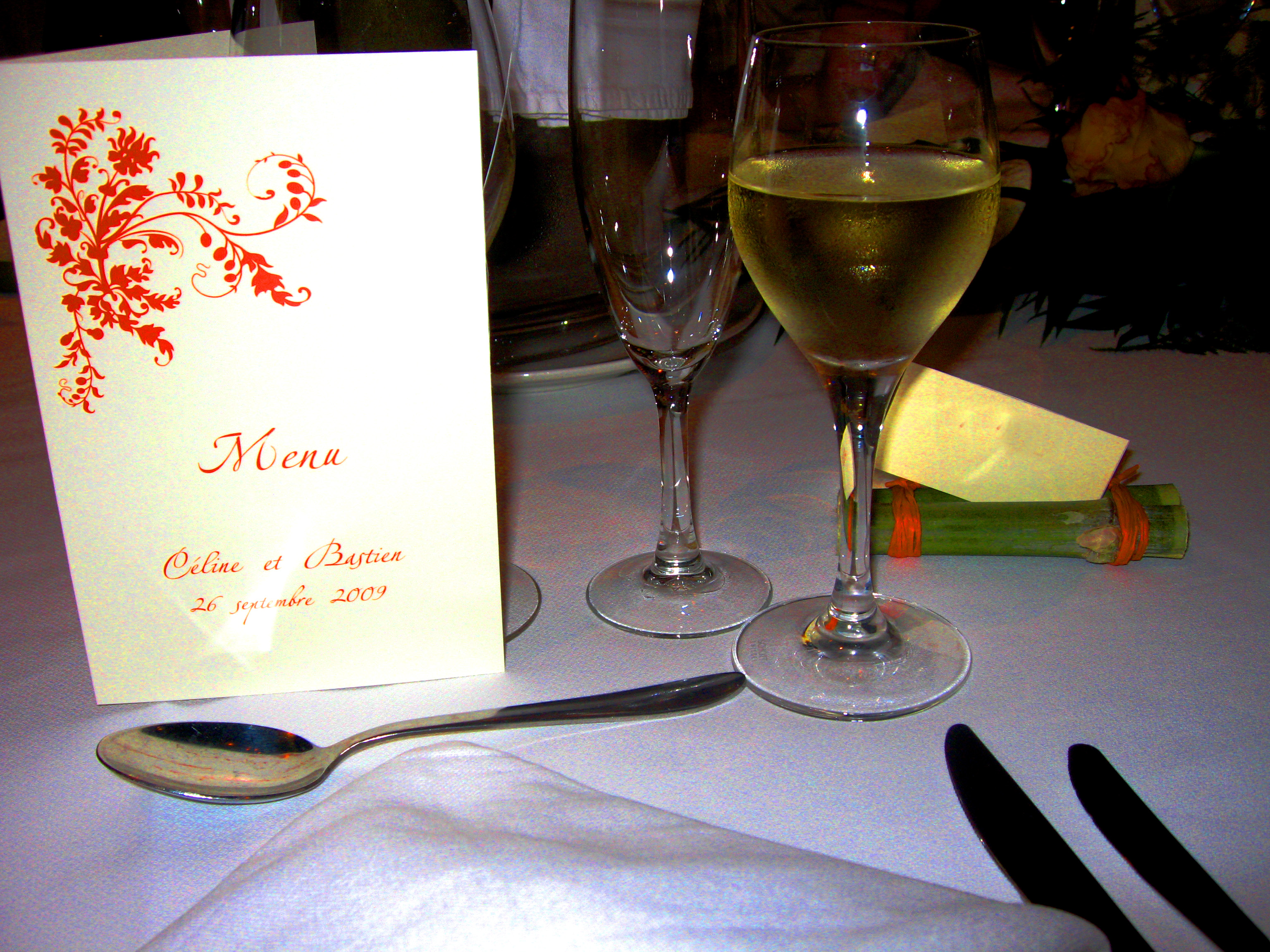
Coteaux-de-narbonne blanc
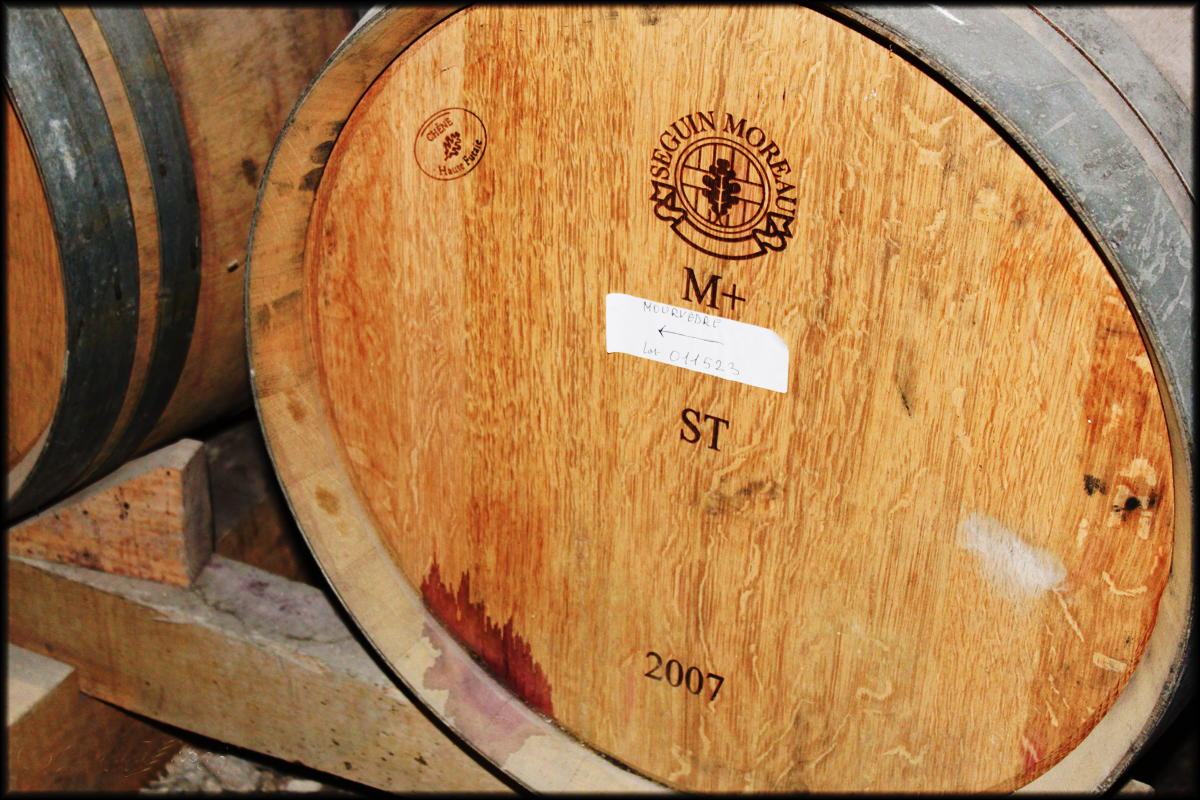
Vallée-du-paradis, mourvèdre 2007

- aude suivie ou non d'une des mentions géographiques suivantes : coteaux-de-cabrerisse, coteaux-de-miramont, côtes-de-lastours, côtes-de-prouilhe, la côte-rêvée, hauterive, pays-de-cucugnan, val-de-cesse, val-de-dagne
- coteaux-du-littoral-audois
- cité-de-carcassonne
- coteaux-de-narbonne
- coteaux-de-peyriac suivie ou non de la mention géographique hauts-de-badens
- haute-vallée-de-l'aude
- pays-cathare (ex IGP cathare)
- vallée-du-torgan
- vallée-du-paradis

#### Département de l'Hérault

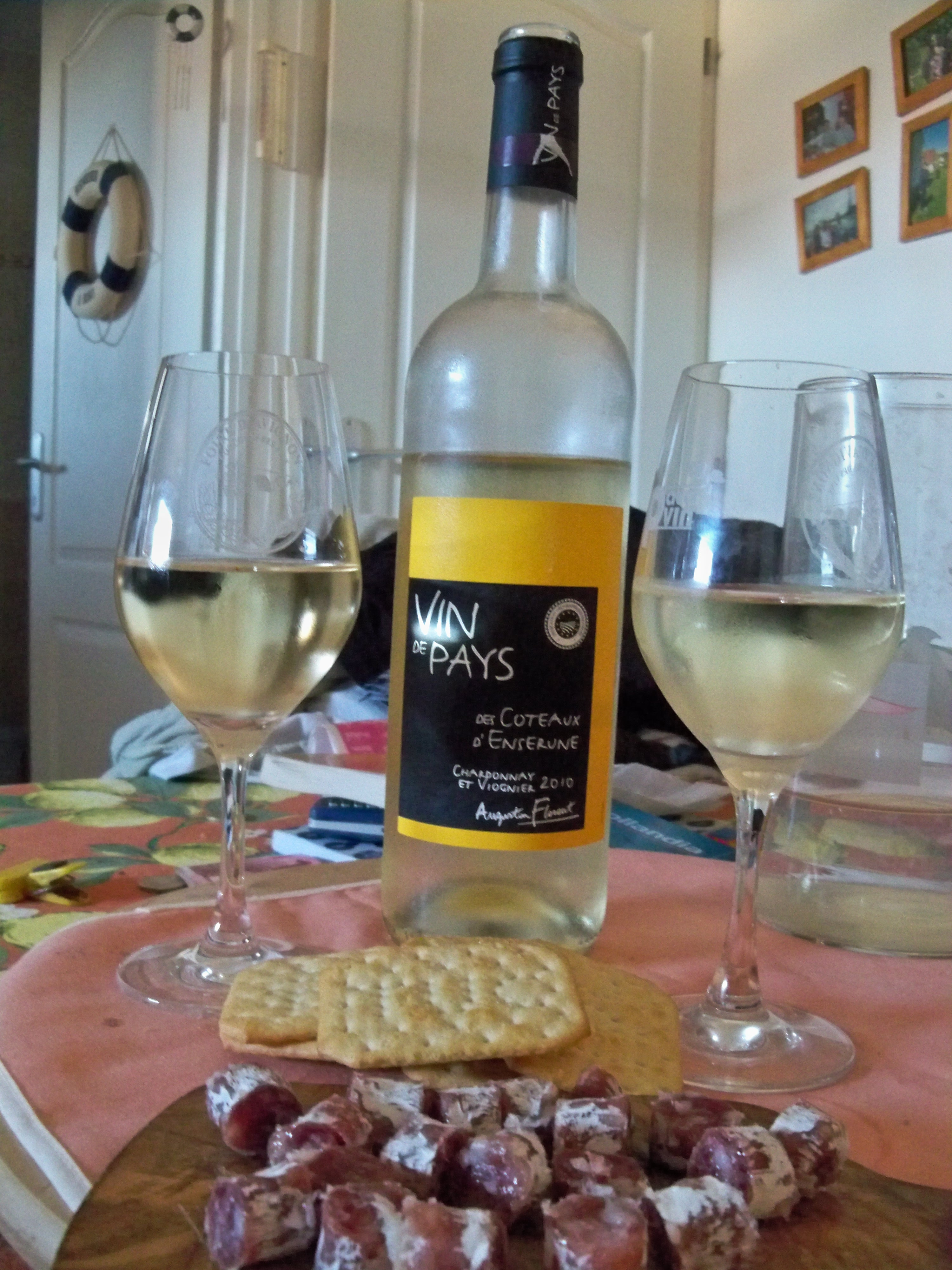
Coteaux-d'enserune blanc
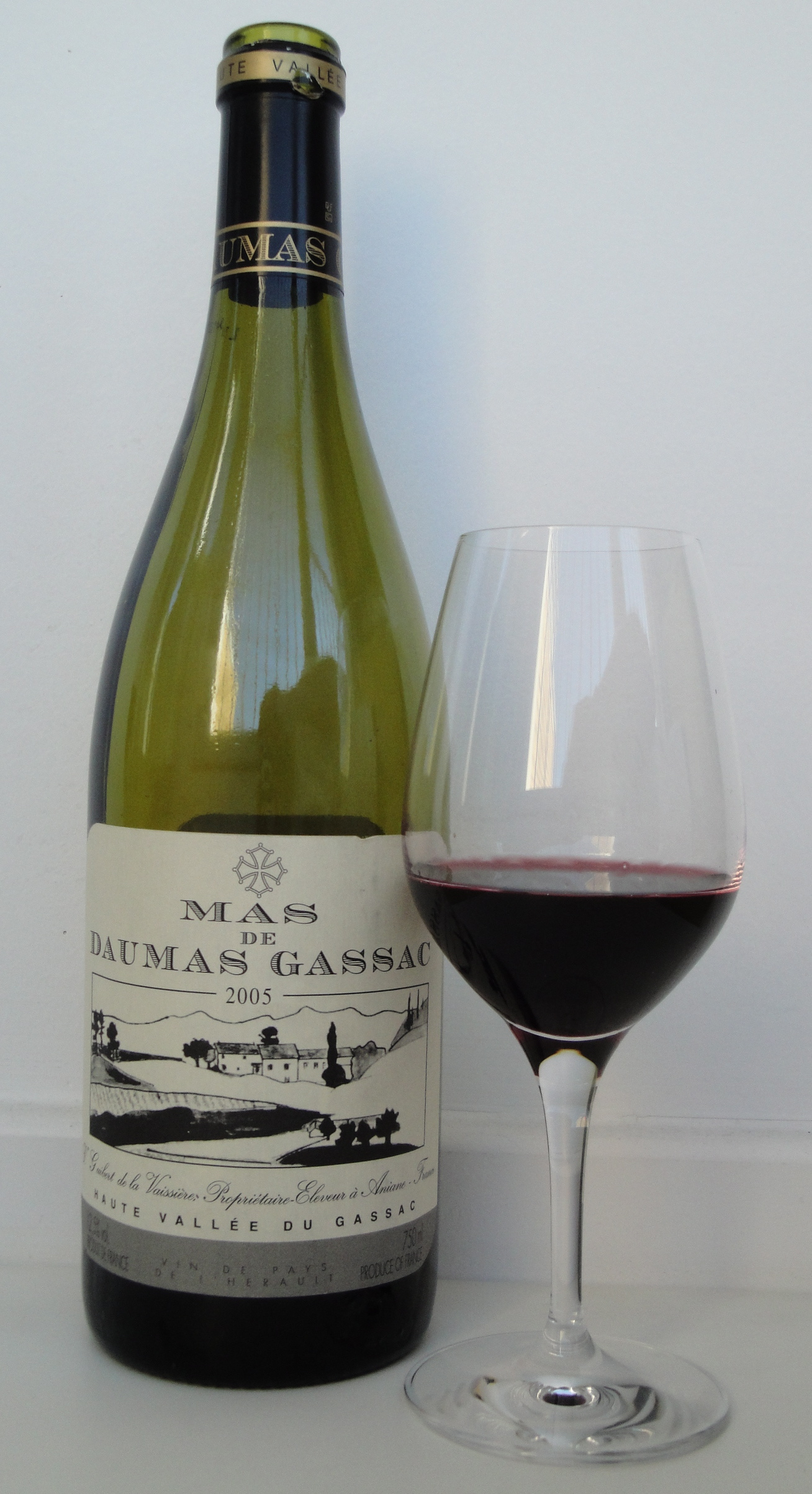
Mas de Daumas Gassac, pays de l'Hérault

- coteaux-d'ensérune
- coteaux-du-libron
- côtes-de-thau suivie ou non de la mention géographique Cap d'Agde
- côtes-de-thongue
- haute-vallée-de-l'orb
- pays-d'hérault suivi ou non d'une des mentions géographiques suivantes : Bénovie, Bérange, Cassan, Cessenon, Collines de la Moure, Coteaux de Bessilles, Coteaux de Fontcaude, Coteaux de Laurens, Coteaux de Murviel, Coteaux du Salagou, Côtes du Brian, Côtes du Ceressou, Mont Baudile, Mont de la Grage, Pays de Bessan, Pays de Caux
- saint-guilhem-le-désert (ex Vin de pays des gorges de l'Hérault)
- vicomté-d'aumelas suivie ou non de la mention géographique Vallée Dorée

#### Département du Gard

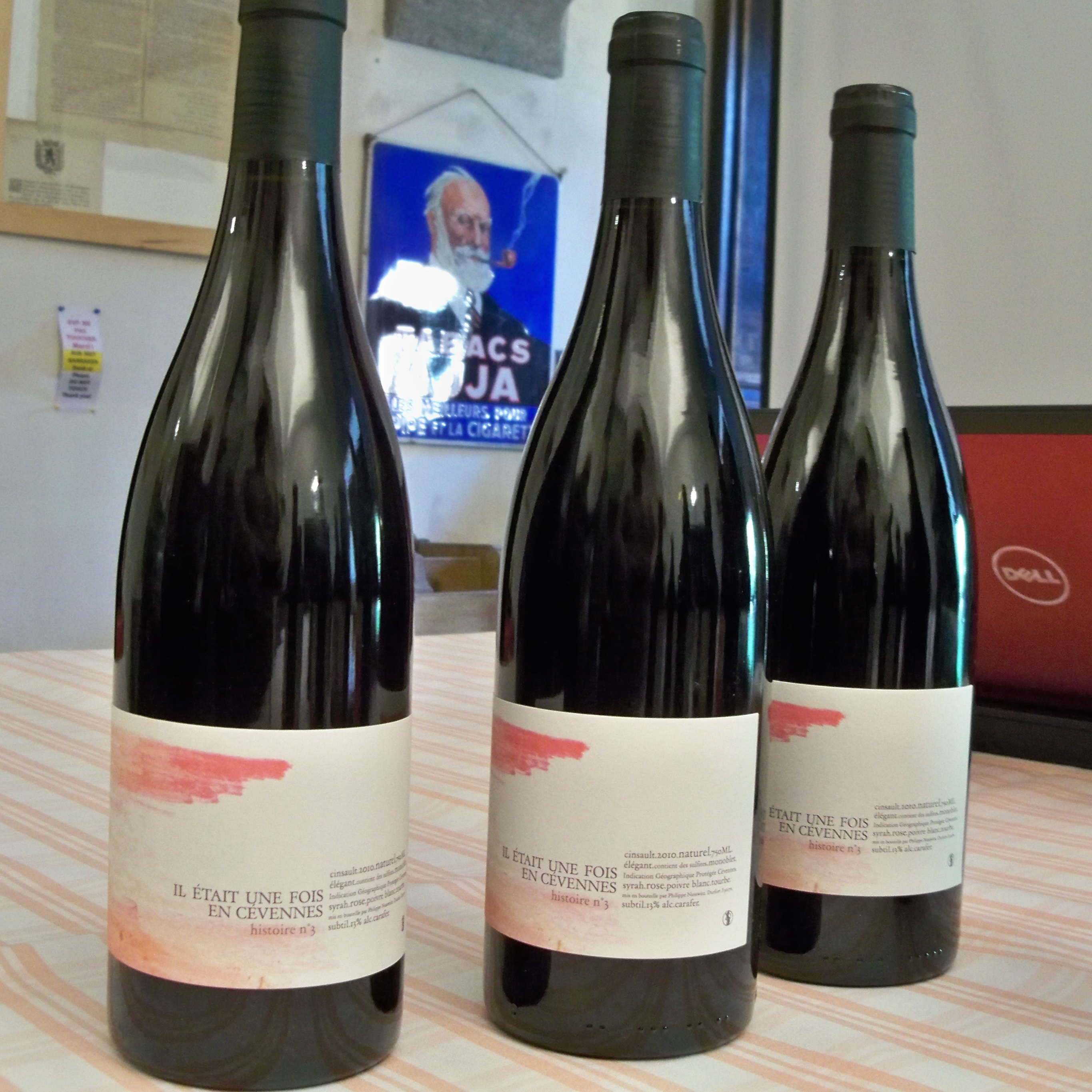
Vin de pays des Cévennes
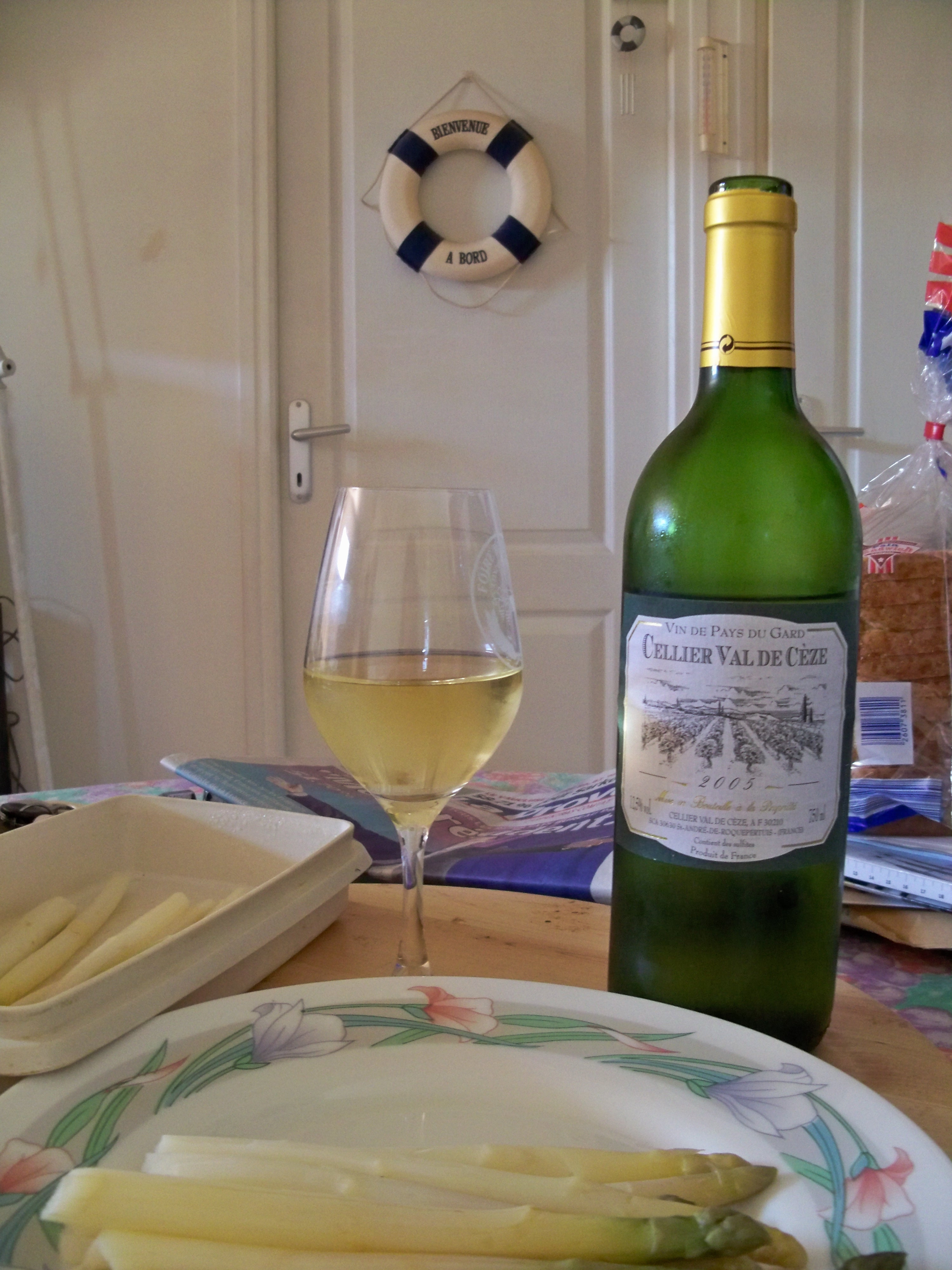
Vin de pays du Gard blanc
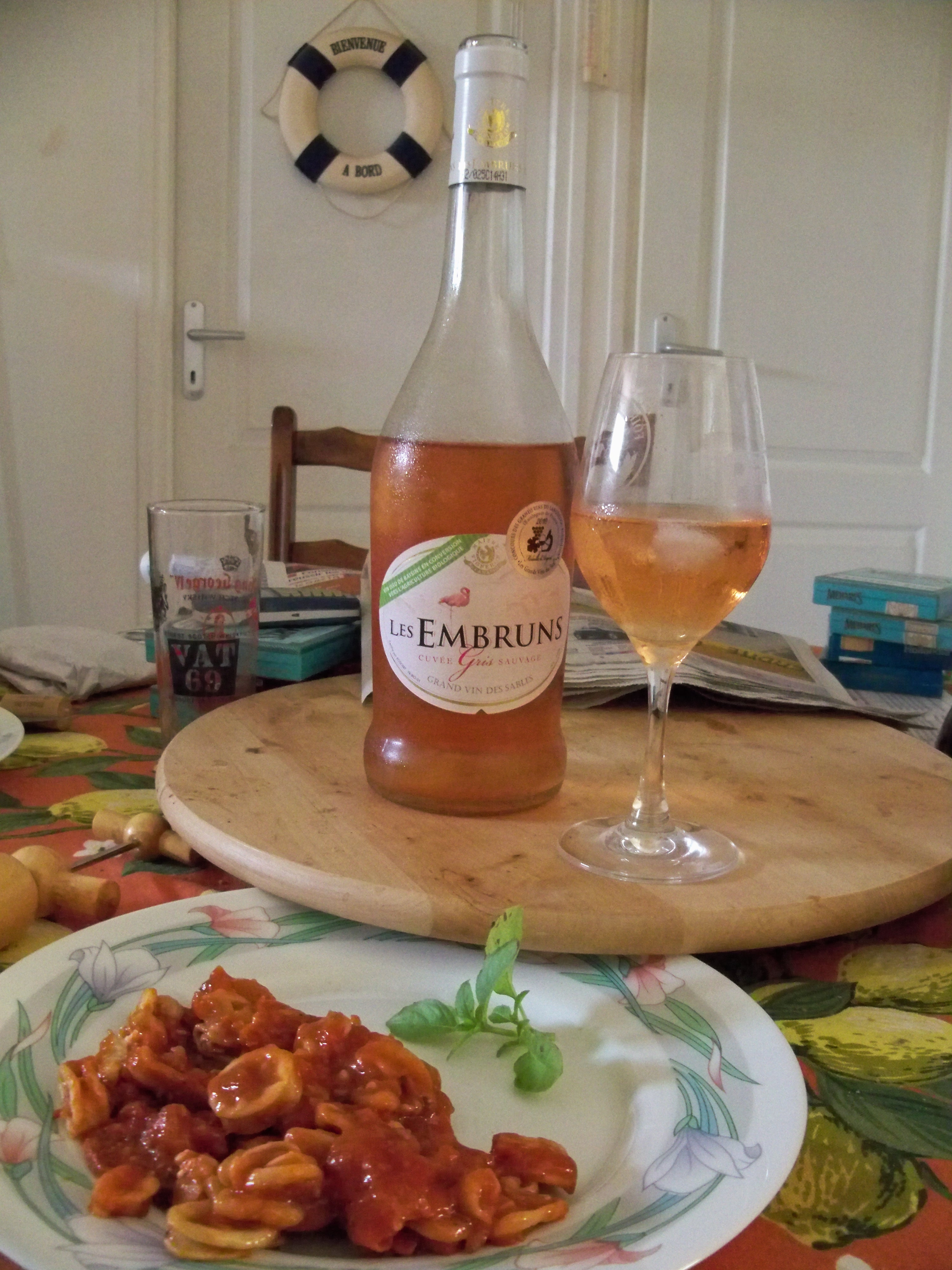
Sable-de-camargue rosé

- cévennes
- coteaux-du-pont-du-gard
- gard
- sable-de-camargue (ex IGP Sables du Golfe du Lion)

#### Département des Pyrénées-Orientales

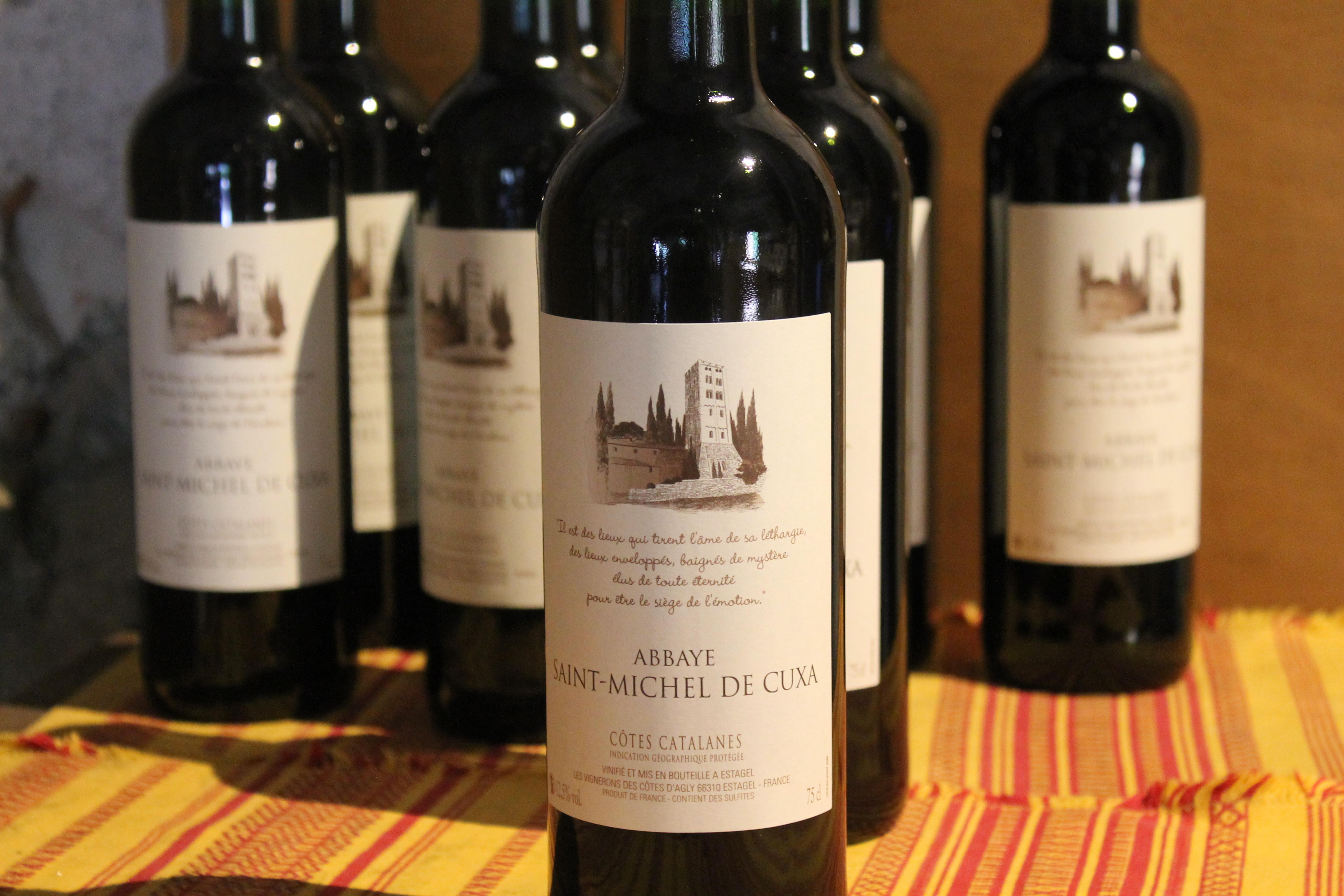
Côtes-catalanes de l'abbaye Saint-Michel-de-Cuxa

- Pyrénées-orientales (IGP)
- côtes-catalanes suivie ou non de la mention géographique Pyrénées-orientales (IGP)
- côte-vermeille

### Limousin
- Corrèze (IGP)
- Haute-vienne (IGP)
- Vin paillé

### Lorraine
- côtes-de-meuse

### Midi-Pyrénées

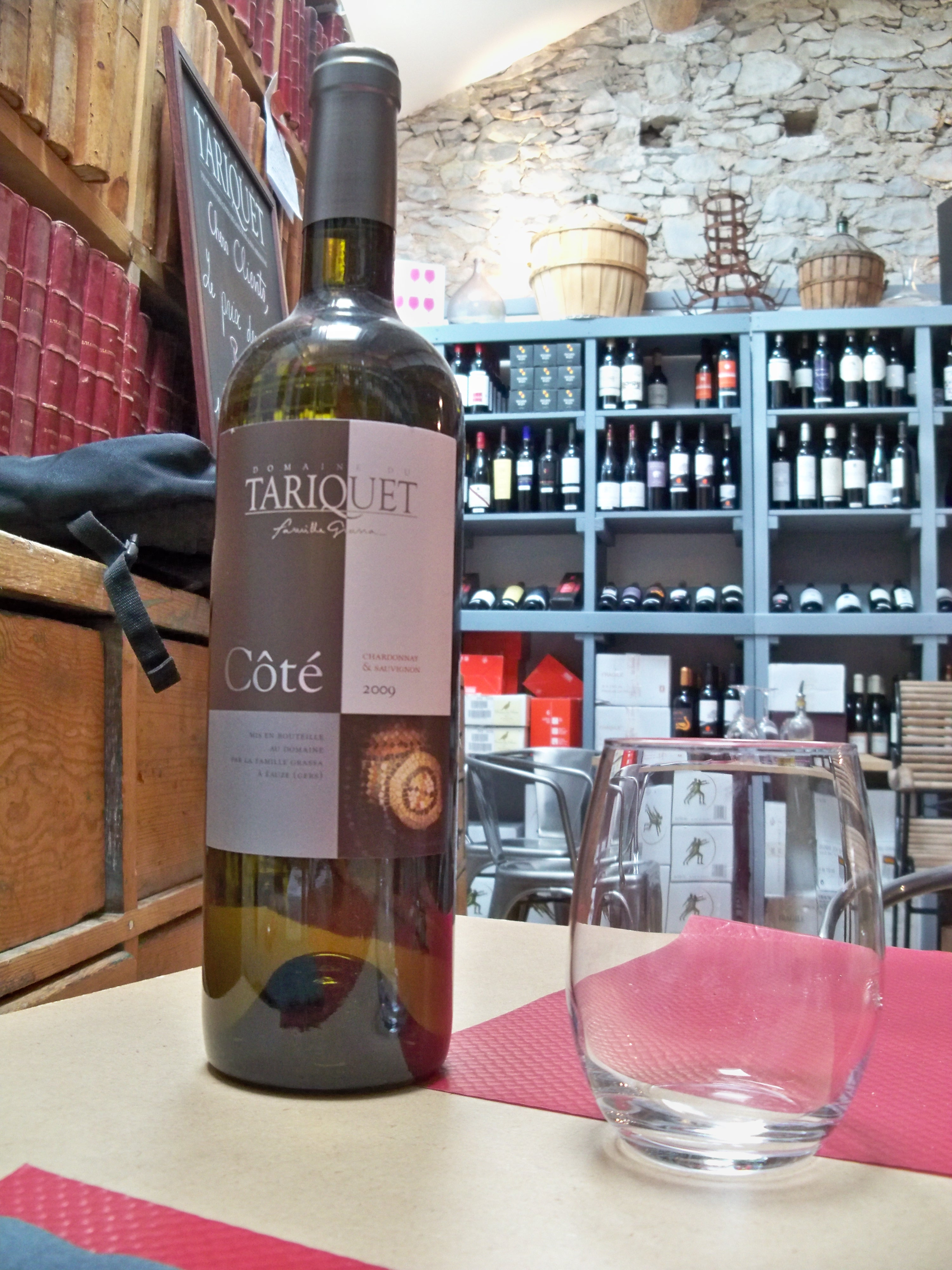
Domaine Tariquet Vin de pays de côtes de Gascogne

- ariège suivie ou non d'une des mentions géographiques suivantes : Coteaux de la Lèze, Coteaux du Plantaurel
- aveyron
- comté-tolosan suivie ou non d'une des mentions géographiques suivantes : Bigorre, Coteaux et Terrasses de Montauban, Haute-Garonne, Tarn et Garonne
- coteaux-de-glanes
- côtes-de-gascogne suivie ou non de la mention géographique Condomois
- côtes-du-tarn
- gers
- lot devenue IGP Côtes du Lot

### Pays de la Loire
- val-de-loire suivie ou non d'une des mentions géographiques suivantes : Marches de Bretagne ou Pays de Retz.
- Maine-et-loire
- Deux-sèvres
- Indre-et-loire
- Vienne

### Poitou-Charentes
- atlantique
- charentais suivie ou non d'une des mentions géographiques suivantes : Charente, Charente-Maritime, Île de Ré, Île d'Oléron, Saint-Sornin
- val-de-loire suivie ou non de la mention géographique Vienne

### Provence-Côte d'Azur
- alpes-de-haute-provence
- alpes-maritimes
- alpilles

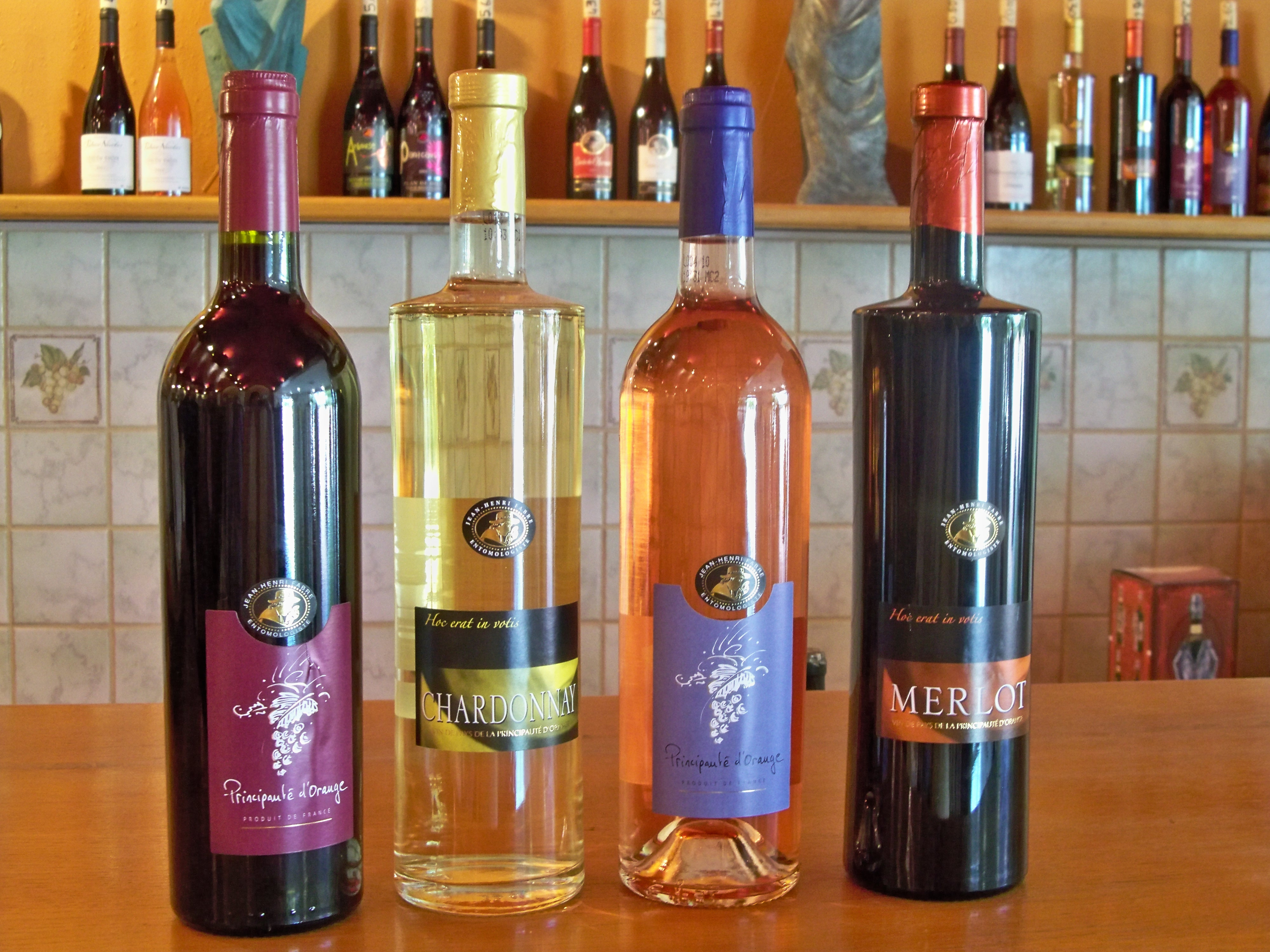
Vin de pays de la principauté d'Orange

- bouches-du-rhône suivie ou non de la mention géographique Terre de Camargue
- hautes-alpes
- maures
- méditerranée
- mont-caume
- var suivie ou non d'une des mentions géographiques suivantes : Argens, Coteaux du Verdon, Sainte Baume
- vaucluse suivie ou non d'une des mentions géographiques suivantes : Pays d'Aigues (IGP), Principauté d'Orange (IGP)

### Rhône-Alpes

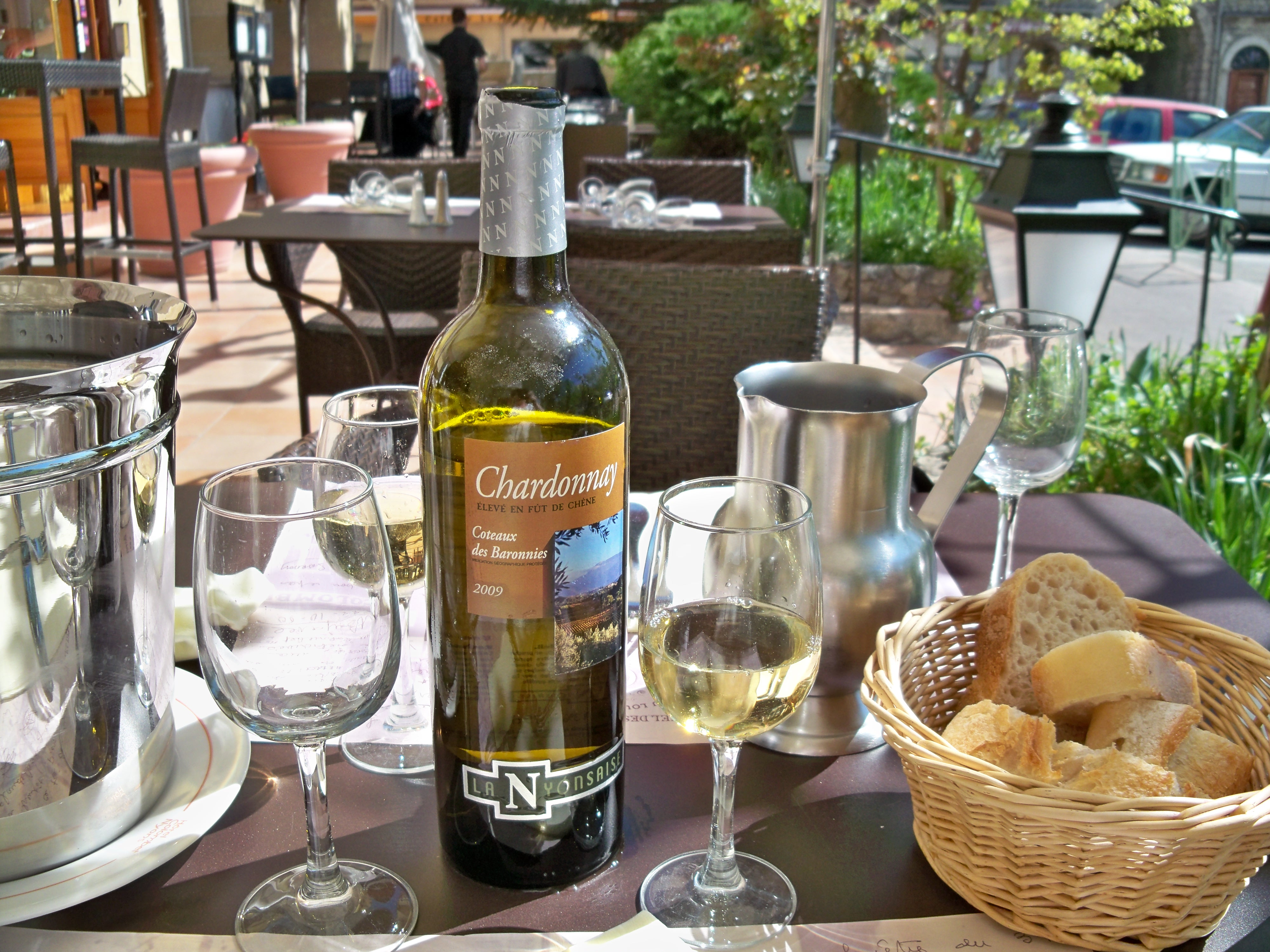
Coteaux des Baronnies Blanc

- Coteaux-de-l'ain ex Vin de pays des Coteaux de l'Ain
- Vin des Allobroges ex Vin de pays des Allobroges
- ardèche suivie ou non de la mention géographique Coteaux-de-l'ardèche
- collines-rhodaniennes
- comtés-rhodaniens
- coteaux-des-baronnies
- drôme
- isère suivie ou non d'une des mentions géographiques suivantes : Balmes dauphinoises, Coteaux-du-grésivaudan
- méditerranée suivie ou non d'une des mentions géographiques suivantes : Comté de Grignan, Coteaux de Montélimar
- urfé (département de la Loire)
- Vin de Pays des Gaules (sur l'aire de production du beaujolais (AOC)). Sa dénomination jugée vague a été attaquée auprès des instances européennes[4] et ne sera pas reprise en IGP.

### Val-de-Loire
- val-de-loire
  - allier
  - bourbonnais
  - cher
  - indre
  - indre-et-loire
  - loir-et-cher
  - loire-atlantique
  - loiret
  - maine-et-loire
  - marches-de-bretagne
  - nièvre
  - pays-de-retz
  - sarthe
  - vendée
  - vienne